# Staudach (Siegenburg)
Staudach ist ein Gemeindeteil des Marktes Siegenburg im niederbayerischen Landkreis Kelheim. 

## Lage
Das Dorf liegt etwa 1 km südlich des Hauptortes Siegenburg. Es hat etwa 52 Wohnhäuser.

## Geschichte
Bis 1946 war Staudach eine eigenständige Gemeinde. Der Hauptort Staudach und die Daßfeld-Mühle wurden damals in den Markt Siegenburg eingegliedert, die weiteren Gemeindeteile kamen zur Gemeinde Train.

## Sehenswürdigkeiten
Zentral im Ort wurde 1996 von der Dorfgemeinschaft die Franziskuskapelle erbaut. Gestaltet wurde der Innenraum von den Künstlern Marlene Reidel und Hans Wurmer.

## Jährliche Feste in Staudach
Jedes Jahr am 3. Oktober feiert das Dorf Staudach ihr Patrozinium, den Hl. Franziskus, das zugleich ihr Kapellenfest ist.